# Richard Lalor Sheil
Richard Lalor Sheil, född den 17 augusti 1791 vid Drumdowney i Kilkenny på Irland, död den 23 maj 1851 i Florens, var en irländsk politiker. 
Sheil blev 1814 advokat och var 1823–1829 jämte Daniel O'Connell ledare av agitationen för katolikernas emancipation. Medlem av underhuset från 1829, deltog han med glänsande vältalighet i alla debatter rörande irländska förhållanden. Åren 1839–1841 var han i Melbournes ministär vicepresident i handelsministeriet och blev 1846 i lord John Russells ministär direktör för myntväsendet samt 1850 sändebud i Florens. I sin ungdom skrev Sheil flera med framgång uppförda teaterpjäser (Adelaide 1814, The apostate 1817, Bellamira or the fall of Tunis 1818 med flera). Hans Speeches utgavs 1845 av Thomas MacNevin. Han levnadstecknades av William McCullagh Torrens i Memoirs of the Right Honourable Richard Lalor Sheil (2 band, 1855).